# Nattkläder

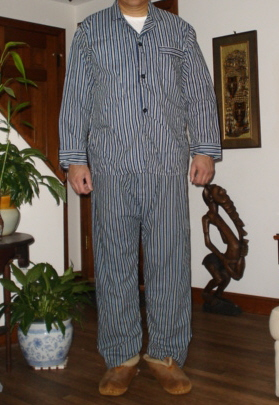
Pyjamas är en typ av nattkläder.

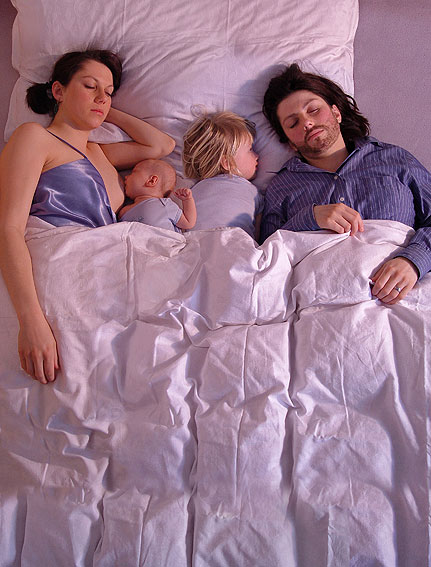
Nattlinne och pyamas.

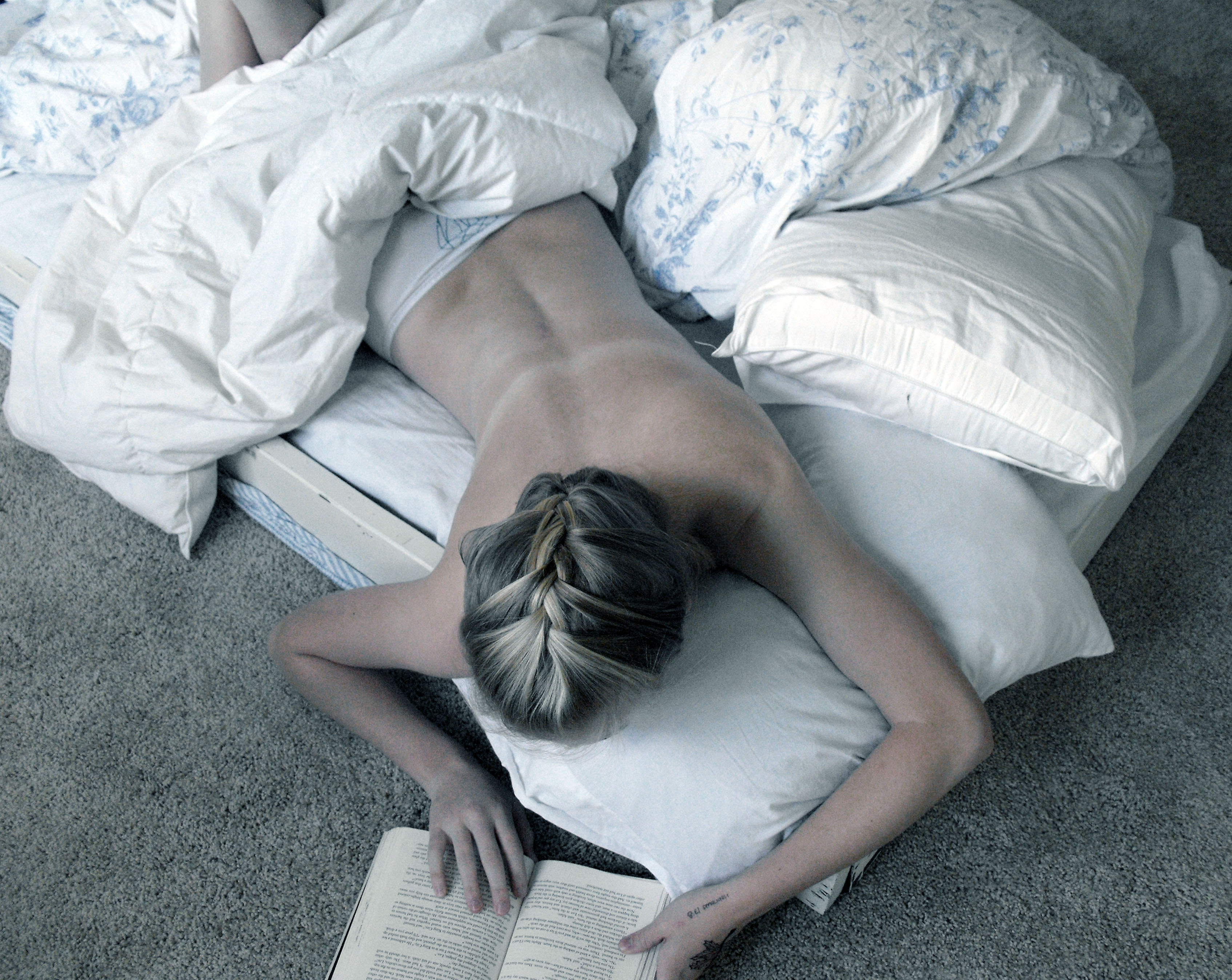
Underkläder som nattdräkt.

Nattkläder (även nattdräkt) är kläder som bärs när man sover på natten. Typ av nattkläder kan variera mellan årstider och sovrummets temperatur, men väljs också efter situationen. Vissa nattkläder har material och design för att ge en elegant eller sexig framtoning, vid sidan av sin praktiska funktion. Det har i alla tider varit vanligt att man sommartid sover utan nattkläder.
Fram till slutet av 1800-talet kunde nattdräkt och morgondräkt beteckna informellt burna kläder eller kläddetaljer som även bars i hemmet dagtid. Negligé var exempelvis under 1700-talet en benämning på enkla, bekväma kläder för bägge könen som användes till vardags i arbetet och hemma.
Högre inomhustemperatur i bostäder under 1900-talet har gjort nattdräkter mer enkla. Numera förekommer exempelvis:
För kvinnor:
- Baby doll
- Chemise
- Nattlinne
- Negligé
- Peignoir
- Slipnattlinne

För kvinnor och män:
- Nattskjorta
- Pyjamas
- Mysoverall
- Mjukiskläder
- Sportkläder
- T-shirt/linne/shorts
- Underkläder
- Ingenting

För barn:
- Sparkdräkt
- Mysoverall

## Vanor
Vid en undersökning år 2004 i USA framkom följande resultat:
| Nattdräkt                     | Män (%) | Kvinnor (%) | Alla (%) |
| ----------------------------- | ------- | ----------- | -------- |
| Ingenting                     | 31      | 14          | 22       |
| Underkläder                   | 31      | 2           | 16       |
| Nattlinne/Nattskjorta/Pyjamas | 13      | 55          | 34       |
| Shorts/t-shirt                | 21      | 25          | 23       |
| Mjukiskläder                  | 1       | 2           | 1        |
| Annat                         | 3       | 1           | 2        |
| Ej svarat                     | 1       | 1           | 1        |

Vid en undersökning år 1996 i Storbritannien, utförd av BBC The Clothes Show Magazine, framkom följande resultat:
| %       | Pyjamas | Ingenting | Underkläder | Nightdress | Annat |
| ------- | ------- | --------- | ----------- | ---------- | ----- |
| Kvinnor | 37      | 17        | 9           | 33         | 4     |
| Män     | 6       | 47        | 22          | -          | 25    |